# Nyctimene certans
Nyctimene certans es una especie de murciélago de la familia Pteropodidae.

## Distribución geográfica
Se encuentra en Indonesia y Papúa Nueva Guinea.